# Dario Dentale
Dario Dentale (Castellammare di Stabia, 26 de octubre de 1982) es un deportista italiano que compitió en remo.
Participó en dos Juegos Olímpicos de Verano, en los años 2004 y 2008, obteniendo una medalla de bronce en Atenas 2004, en la prueba de cuatro sin timonel.
Ganó dos medallas de plata en el Campeonato Mundial de Remo, en los años 2005 y 2006.

## Palmarés internacional
| Juegos Olímpicos   | Juegos Olímpicos   | Juegos Olímpicos  | Juegos Olímpicos   |
| Año                | Lugar              | Medalla           | Prueba             |
| ------------------ | ------------------ | ----------------- | ------------------ |
| 2004               | Atenas (Grecia)    | Medalla de bronce | Cuatro sin timonel |
| Campeonato Mundial |                    |                   |                    |
| Año                | Lugar              | Medalla           | Prueba             |
| 2005               | Kaizu (Japón)      | Medalla de plata  | Ocho con timonel   |
| 2006               | Eton (Reino Unido) | Medalla de plata  | Ocho con timonel   |